# Han Sang-woon
Han Sang-Woon (Taebaek, 30 mei 1986) is een Zuid-Koreaans voetballer.

## Carrière
Han Sang-Woon speelde tussen 2009 en 2012 voor Busan I'Park, Seongnam Ilhwa Chunma en Júbilo Iwata. Hij tekende in 2013 bij Ulsan Hyundai FC.

## Zuid-Koreaans voetbalelftal
Han Sang-Woon debuteerde in 2012 in het Zuid-Koreaans nationaal elftal en speelde 2 interlands.